# 馮衡
馮衡（1443年—?），字平叔，四川重慶府合州人，明朝政治人物。

## 生平
由國子生中式四川鄉試第四十五名舉人，成化十一年（1475年）登乙未科第三甲第十六名進士。同年任直隸吳江縣知縣。

## 家族
曾祖馮德清，祖馮林，父馮本學，母許氏；繼母陳氏。